# Onychembolus
Genre
Onychembolus est un genre d'araignées aranéomorphes de la famille des Linyphiidae.

## Distribution
Les espèces de ce genre se rencontrent au Chili et en Argentine.

## Liste des espèces
Selon World Spider Catalog (version 16.5, 8/11/2015) :
- Onychembolus anceps Millidge, 1991
- Onychembolus subalpinus Millidge, 1985

## Publication originale
- Millidge, 1985 : Some linyphiid spiders from South America (Araneae, Linyphiidae). American Museum novitates, no 2836, p. 1-78 (texte intégral).